# Кружок Грановского
Кружок Грановского — политический кружок в Москве. Члены кружка относились к западникам.

## История
Кружок Грановского образовался в начале 1840-х, когда организатор «Кружка Станкевича» Николай Станкевич скончался во сне от туберкулёза в Италии.
В кружке состояли: историк-медиевист Тимофей Грановский, Александр Герцен, Николай Огарёв, литературный критик Василий Боткин, актёр Михаил Щепкин, врач Николай Кетчер, Ф. И. Буслаев.
Кружок имел прочные контакты с профессорским составом Московского университета. Собрания кружка были центрами общественной жизни Москвы 1840-х и 1850-х годов. На съездах кружка приходившие дискутировали о проблемах: общества, политики, религии и философии — вопросах искусства и науки. В середине 1840-х годов от кружка обособилось Герцен и Огарёв. В конце 1840-х и начале 1850-х к кружку присоединились: Н. М. Щепкин, К. Т. Солдатёнков, Б. Н. Чичерин, А. Н. Афанасьев. Часть кружка имели связь с Герценом, после того как он эмигрировал, и были его тайными корреспондентами.
В 1855 году Грановский умер, но собрания продолжались. В конце 1850-х кружок развалился из-за противоречий.